# Constantin Henriquez
Constantin Henriquez – francuski rugbysta pochodzenia haitańskiego, olimpijczyk, zdobywca złotego medalu w turnieju rugby union na Letnich Igrzyskach Olimpijskich w 1900 roku w Paryżu, mistrz Francji w 1901 roku.
Był pierwszym czarnoskórym uczestnikiem nowożytnych igrzysk olimpijskich.

## Kariera sportowa
W trakcie kariery sportowej reprezentował kluby Olympique, Stade Français i Racing Club de France. Z Olympique wystąpił w finale mistrzostw Francji w 1895, powtórzył ten wyczyn ze Stade Français w 1899, z którym następnie zdobył tytuł mistrzowski w 1901 roku.
Ze złożoną z paryskich zawodników reprezentacją Francji zagrał w turnieju rugby union na Letnich Igrzyskach Olimpijskich 1900. Wystąpił w obu meczach tych zawodów, w których Francuzi pokonali 14 października Niemców 27–17, a dwa tygodnie później Brytyjczyków 27–8. Wygrywając oba pojedynki Francuzi zwyciężyli w turnieju zdobywając tym samym złote medale igrzysk.
Uprawiał także lekkoatletykę.